# Asteroideae
Asteroideae je potfamilija biljki familije Asteraceae. Sadrži oko 70% vrsta porodice. Sastoji se od nekoliko plemena, uključujući  Astereae, Calenduleae, Eupatorieae, Gnaphalieae, Heliantheae, Senecioneae i Tageteae. Asteroideae sadrži biljke koje se nalaze širom sveta, od kojih su mnoge žbunaste. U okviru ove potfamilije postoji oko 1.135 rodova i 17.200 vrsta; najveći rodovi po broju vrsta su Helichrysum (500–600) i Artemisia (550).
Asteroideae datiraju od pre 46–36,5 miliona godina.

## Spoljašnje veze
- Rečnička definicija za Asteroideae na Vikirečniku
- Mediji vezani za članak Asteroideae na Vikimedijinoj ostavi